# Costa Brava, Lebanon
Pour plus de détails, voir Fiche technique et Distribution.
Costa Brava, Lebanon est un film dramatique libanais, français, espagnol, suédois, danois, norvégien et qatari réalisé par Mounia Akl et sorti en 2021.

## Synopsis
Liban, dans un futur proche. Soraya et Walid se sont construit une vie idyllique dans les montagnes, loin du désordre et de la pollution de Beyrouth. Dans ce havre de paix, trois générations coexistent en apparente harmonie : les deux filles – Rim 9 ans, Tala 17 ans - la grand-mère et les époux Badri. Tout va bien jusqu’au jour où Rim aperçoit des étrangers dans la vallée. La vie paisible de la famille est brutalement remise en question par l’installation d’une décharge prétendument écologique. Malgré la corruption ambiante qui rend leur combat sans espoir, les Badri font front. Ce chaos extérieur a bientôt des répercussions sur le cocon familial.

## Fiche technique
Sauf indication contraire, les informations mentionnées dans cette section peuvent être confirmées par la base de données cinématographiques IMDb,  présente dans la section « Liens externes ».
- Titre original : Costa Brava, Lebanon
- Réalisation : Mounia Akl
- Scénario : Clara Roquet et Mounia Akl
- Musique : Nathan Larson et Zeid Hamdan
- Décors : Thomas Bremer et Issa Kandil
- Costumes : Beatrice Harb
- Photographie : Joe Saade
- Montage : Cyril Aris et Carlos Marqués-Marcet
- Production : Myriam Sassine et George Schoucair
  - Coproduction : Sophie Erbs, Sergi Moreno, Olivier Guerpillon, Ingrid Lill Høgtun, Katrin Pors, Tom Dercourt, Tono Folguera, Eva Jakobsen, Mikkel Jersin et Joakim Rang Strand
  - Production exécutive : Harriet Harper-Jones, Karam Abulhusn, Candice Abela-Mikati, Fouad Mikati, Anikah McLaren, Jeff Skoll, Elie Tabet, Lara El Khoury et Monique Dib
- Sociétés de production : Barentsfilm AS, Film i Skåne, Abbout Productions, Cinema Defacto, Gaïjin, Lastor Media, Snowglobe Films et Fox in the Snow Films
- Société de distribution : Eurozoom
- Pays de production :  Liban,  France,  Suède,  Espagne,  Norvège,  Danemark et  Qatar
- Langue originale : arabe
- Format : couleur — 2,35:1
- Genre : drame
- Durée : 107 minutes
- Dates de sortie :
  - Italie : 5 septembre 2021 (Venise)
  - Canada : 11 septembre 2021 (Toronto)
  - France : 17 octobre 2021 (Montpellier) ; 27 juillet 2022 (en salles)
  - Suisse : 6 novembre 2021 (Genève)
  - Suède : 16 novembre 2021 (Stockholm) ; 21 janvier 2022 (en salles)
  - Norvège : 7 mars 2022
  - Espagne : 4 mai 2022 (D'A) ; 27 mai 2022 (en salles)
  - Danemark : 23 juin 2022
  - Liban : 1er septembre 2022

## Distribution
- Nadine Labaki : Souraya
- Saleh Bakri : Walid
- Nadia Charbel : Tala
- Ceana et Geana Restom : Rim
- Yumna Marwan : Alia
- Liliane Chacar Khoury : Zeina
- François Nour : Tarek

## Accueil

### Critique
En France, le site Allociné propose une moyenne des critiques de presse à 3,5/5.
Sorti le 27 juillet 2022 dans les salles françaises, il enregistre 22 768 entrées au box-office 2022.